# Говорин, Борис Александрович
Бори́с Алекса́ндрович Гово́рин (род. 27 июня 1947, Иркутск) — российский государственный деятель, с 1992 года — глава администрации (мэр) г. Иркутска, в 1997—2005 годах — губернатор Иркутской области, почётный профессор Иркутского государственного университета, Почётный гражданин г. Иркутска, Почётный гражданин Иркутской области, академик РАЕН, в 2006—2009 годах — чрезвычайный и полномочный посол Российской Федерации в Монголии.

## Биография
Родился в Иркутске. Мать работала швеёй фабрики № 2, отец — бывший фронтовик — умер в 1961 году.

### Образование
- В 1971 году окончил энергетический факультет Иркутского политехнического института.
- В 1989 году окончил Высшую партийную школу.
- В 1998 году окончил сибирско-американский факультет Иркутского государственного университета.

### Этапы карьеры
- В 1971—1972 годах — служба в армии.
- С 1972 по 1983 год работал в «Иркутскэнерго» на должностях старшего инженера, председателя завкома, заместителя директора предприятия.
- С 1983 года работал в органах исполнительной власти: заместитель председателя Свердловского райисполкома г. Иркутска; председатель Свердловского райисполкома; руководитель управления коммунального хозяйства горисполкома; первый заместитель председателя Иркутского горисполкома.
- С 1990 года — председатель горисполкома Иркутска.
- С 13 января 1992 года — глава администрации г. Иркутска[3].
- С 27 марте 1994 года избран мэром г. Иркутска.
- С 1995 по 1996 год — представитель РФ в палате местных и региональных властей Совета Европы.
- С 1996 по 1997 год — президент Ассоциации сибирских и дальневосточных городов.
- С 1997 по 2005 год — губернатор Иркутской области (повторно избран в 2001 году).
- С 19 декабря 2003 по 19 июля 2004 года — член президиума Государственного совета Российской Федерации[4][5].
- С 1997 по 2001 год — член Совета Федерации Федерального Собрания РФ.
- С 24 марта 2006 по 21 сентября 2009 года — чрезвычайный и полномочный посол Российской Федерации в Монголии[6][7][8].

## Награды
- Орден «За заслуги перед Отечеством» IV степени (9 октября 2002) — за большой вклад в социально-экономическое развитие области и многолетний добросовестный труд[9]
- Орден Почёта (28 июня 1997) — за большой вклад в социально-экономическое развитие города и многолетнюю добросовестную работу[10]
- Медаль «В память 850-летия Москвы» (1997)
- Медаль «За доблестный труд. В ознаменование 100-летия со дня рождения В. И. Ленина» (1970)
- Медаль «Ветеран труда» (1996)
- Медаль «За особый вклад в развитие Кузбасса» III степени (4 июня 2002)[11]
- Орден Полярной звезды (Монголия, 2001)
- Благодарность Президента Российской Федерации (1996)